# راميرانيس
بلدية راميرانيس (بالإسبانية: Ramiranes) هي بلدية تقع في مقاطعة أورينسي التابعة لمنطقة غاليسيا شمال غرب إسبانيا.

## الديموغرافيا
بلغ عدد سكان بلدية راميرانيس 1.856 نسمة عام 2011 (وفقاً للمعهد الوطني للإحصاء الإسباني).
| 2.100 | 2.085 | 2.079 | 2.054 | 2.018 | 1.938 | 1.856 |